# Guillermo Nguema Ela
Guillermo Nguema Ela Mangue Ndong  (Nkodjoen, Distrito de Mongomo, 1953) es un político ecuatoguineano, actual líder de la Fuerza Demócrata Republicana (FDR).

## Biografía
Estudió Ingeniería Civil en la Unión Soviética durante la dictadura de Francisco Macías Nguema. Tras el golpe de Estado de 1979, ocupó varios cargos menores en la administración del país. En 1982 fue nombrado Ministro de Planificación y Economía, así como Delegado de Guinea Ecuatorial en el Banco Africano de Desarrollo.
En 1985 es nombrado Ministro de Finanzas, cargo que desempeñó hasta el año siguiente. En 1986 fue involucrado en un supuesto intento de golpe de Estado contra Teodoro Obiang Nguema, tras lo cual fue condenado a dos años y cuatro meses de cárcel junto a otros políticos influyentes. Sin embargo, fue indultado por Obiang en 1987.
En 1993 es nombrado consejero a la presidencia de asuntos económicos, y poco tiempo después se convierte en Ministro de Hacienda. Tras volverse opositor al régimen de Obiang, fue uno de los fundadores en 1995 del partido Fuerza Demócrata Republicana (FDR).
Su labor de opositor le valió exiliarse brevemente en Gabón durante 1997. Ese mismo año, Nguema Ela y el destacado militante de FDR Felipe Ondo Obiang fueron secuestrados por el gobierno ecuatoguineano y repatriados a Guinea Ecuatorial, donde fueron detenidos. Sin embargo, fueron liberados a los pocos días gracias a la presión ejercida por el gobierno gabonés y el Comité de Derechos Humanos de las Naciones Unidas.
Luego de que dirigentes de FDR enviaran una carta al presidente Teodoro Obiang Nguema exigiendo la legalización de FDR, Nguema Ela y otros dirigentes fueron juzgados por "ofensas al jefe de estado" y condenados a 2 años de prisión.
En 2002, varios opositores a Obiang, entre los que se encontraba Guillermo Nguema Ela, fueron acusados de planear un golpe de Estado. En consecuencia, 144 de ellos fueron sometidos a un juicio sin garantías y 66 condenados a varios años de prisión. Nguema Ela fue condenado a 14 años, y se denunció que durante su reclusión fue víctima de torturas.
Finalmente fue indultado en 2008, y desde ese momento retomó su actividad política. Se convirtió en líder de la FDR, pero en 2015 fue detenido y condenado a arresto domiciliario, lo que en la práctica significa una imposibilidad de continuar con su actividad política. A pesar de su confinamiento, sin embargo, continua ostentando hasta hoy el liderazgo de su partido.